# Commissioners of Irish Lights
Commissioners of Irish Lights ("Commissari per i fari irlandesi", in inglese), nota anche come Irish Lights o con l'acronimo CIL, è l'autorità generale per i fari e gli ausili alla navigazione per Irlanda e Irlanda del Nord. Si tratta di un organismo transfrontaliero con personalità giuridica e autorità in entrambi i Paesi.

## Fari
Commissioners of Irish Light gestisce direttamente 80 fari:
- Fastnet
- Copper Point
- Galley Head
- Old Head of Kinsale
- Charlesfort
- Roches Point
- Ballycotton
- Youghal
- Mine Head
- Ballinacourty Point
- Dunmore East
- Hook Head
- Tuskar Rock
- Wicklow Head
- Muglins
- Dun Laoghaire East
- Dun Laoghaire West
- Kish
- Baily
- Rockabill
- Howth
- Dundalk
- Haulbowline
- St John's Point, Co. Down
- Angus Rock
- Donaghadee
- Mew Island
- Blackhead Antrim
- Chaine Tower
- Maidens
- Rathlin East
- Rue Point
- Rathlin West
- Inishowen
- Inishtrahull
- Dunree
- Buncrana
- Fanad Head
- Tory Island
- Aranmore
- Ballagh Rocks
- Rathlin O'Birne
- Rotten Island
- St Johns Point Donegal
- Blackrock Sligo
- Metal Man (Sligo)
- Lower Rosses Point
- Oyster Island
- Broadhaven
- Eagle Island
- Blackrock Mayo
- Blacksod
- Achillbeg
- Inishgort
- Slyne Head
- Cashla Bay
- Blackhead Clare
- Eeragh
- Straw Island
- Inisheer
- Loophead
- Kilcredaun Head
- Corlis Point Front Leading Light
- Corlis Point Rear Leading Light
- Scattery Island
- Little Samphire Island
- Inishtearaght
- Cromwell Point
- Valentia Front Leading Light
- Valentia Rear Leading Light
- Skelligs
- Bull Rock
- Ardnakinna
- Castletown Directional Light
- Roancarrig
- Sheeps Head
- Mizen Head
- Crookhaven
- Vidal Bank
- Green Island

## Altre GLA nel Regno Unito
La gestione dei fari nel Regno Unito è affidata a tre General Lighthouse Authorities (GLA). Oltre a Commissioners of Irish Lights, esse sono:
- Trinity House: competente i territori di Inghilterra, Galles, Isole del Canale, Gibilterra ed altre acque territoriali britanniche;
- Northern Lighthouse Board: competente per Scozia e Isola di Man.

Le General Lighthouse Authorities britanniche fanno capo al General Lighthouse Fund ("Fondo Generale per i Fari"), agenzia del Dipartimento per i trasporti del Regno Unito.